# Esther Feingold

Esther Feingold

Esther Feingold (* 18. Oktober 1965 in Bern) ist eine Schweizer Sopranistin und Saxophonistin.

## Leben
Esther Feingold studierte Sologesang in Bern sowie am Freiburger Konservatorium Jazz-Saxophon und Komposition, wo sie in den Jahren 1986/87 mit Erfolg abschloss. Weitere Gesangsstudien erfolgten in Zürich, am Salzburger Mozarteum und an der Wiener Staatsoper. Sie ist Preisträgerin internationaler Wettbewerbe und hat Rundfunk- und Fernsehaufnahmen als Solosopranistin in Argentinien, Österreich, Italien und der Schweiz gemacht. Sie gastiert regelmässig als Solosängerin mit Orchester unter anderem mit dem Musik Symphonie Global Kammerorchester Bern (CH), Chicago Philharmonia Orchestra (USA), Orquesta Estable de Tucumàn und Orquesta Sinfonica de Bahia Blanca (ARG) sowie an zahlreichen Liederabenden in Österreich, Israel, der Schweiz, Deutschland, Italien, USA und Argentinien. Sie singt auch symphonische Gospel im Duett mit Sandy Patton.
Als Saxophonistin gastierte sie mit verschiedenen Formationen in New York, Chicago, Wien sowie in Montreux und Lugano. Ihr Schaffen drückt sich in Werken für Solo, Jazzquartette und Big Band aus. Ihre vielfältige musikalische Ausbildung sowie ihre Stimmtechnik und Stimmqualität ermöglichen ihr, in den Stilrichtungen Oper, klassische Musik bis hin zum Jazz zu singen. Ihr Repertoire reicht von hohen Koloraturpartien bis zu den lyrisch-dramatischen Partien.

## Diskografie
als Sängerin
- Liederzyklus Frauenliebe und Leben von Robert Schumann, Opernarien Aida Giuseppe Verdi: Rittorna vincitor, Giacomo Puccini: Madame Butterfly Un bel di vedremo, Tosca Vissi d’arte, Georges Bizet: Carmen Habanera und Seguidilla
- Serenade Lieder von Franz Schubert, Gustav Mahler, Osvaldo Ovejero, Richard Strauss 1995 (Ruth Feingold-Heim, Klavier)
- Wolfgang Amadeus Mozart: Konzert Arien, Giuseppe Verdi: Rigoletto-Gilda Arie, Osvaldo A. Ovejero: Lied Frühlings-Explosion und Symphonie Nr. 2, 1998 (Esther Feingold, Sopran, Musik Symphonie Global Kammerorchester Bern)
- George Gershwin: Summertime, Sergei Wassiljewitsch Rachmaninow: Vocalise, Luigi Arditi: Il Bacio, Johann Strauss (Sohn): Frühlingsstimmen, 1999 (Esther Feingold, Sopran, Musik Symphonie Global Kammerorchester Bern)

als Saxophonistin
- International Jazz Trio Saxophon – vocal Esther Feingold, Gitarre Francis Coletta, Bass Reggie Johnson; Inhalt: Blue Monk, Body and Soul, Wind of Mekong, One Note Samba, Wave, What Can You Do for This world, Spanish Summer, My Funny Valentine, These Foolish Things, ’Round Midnight und Summertime